# Tony Awards 2012
Die Verleihung des Tony Awards 2012 (englisch 66th Annual Tony Awards) fand am 10. Juni 2012 im Beacon Theatre in New York City statt. Ausgezeichnet wurden Theaterstücke und Musicals von 2011/12, die am Broadway bis zum 27. April produziert wurden. Die Nominierungen wurden am 1. Mai bekannt gegeben. Der Sender CBS übertrug die Veranstaltung und Neil Patrick Harris fungierte zum dritten Mal als Moderator. Die Einschaltquoten lagen mit 6,01 Millionen Zuschauern deutlich unter denen der Veranstaltung 2011 (6,95 Millionen).

## Gewinner und Nominierte

### Theaterstücke
| Meiste Tonys         | Peter und die Sternenfänger (5 Tonys)         |
| Meiste Nominierungen | Peter und die Sternenfänger (9 Nominierungen) |

| Kategorie                                | Preisträger                                                           | Theaterstück                 | Nominierungen |
| Bestes Theaterstück                      | Bruce Norris                                                          | Clybourne Park               | Other Desert Cities von Jon Robin Baitz Peter und die Sternenfänger von Rick Elice Venus im Pelz von David Ives                                                                   |
| Beste Wiederaufnahme eines Theaterstücks |                                                                       | Tod eines Handlungsreisenden | The Best Man Master Class Wit |
| Bester Hauptdarsteller                   | James Corden                                                          | One Man, Two Guvnors         | Philip Seymour Hoffman für Tod eines Handlungsreisenden James Earl Jones für The Best Man Frank Langella für Man and Boy John Lithgow für The Columnist                           |
| Beste Hauptdarstellerin                  | Nina Arianda                                                          | Venus im Pelz                | Tracie Bennett für End of the Rainbow Stockard Channing für Other Desert Cities Linda Lavin für The Lyons Cynthia Nixon für Wit                                                   |
| Bester Nebendarsteller                   | Christian Borle                                                       | Peter und die Sternenfänger  | Michael Cumpsty für End of the Rainbow Tom Edden für One Man, Two Guvnors Andrew Garfield für Tod eines Handlungsreisenden Jeremy Shamos für Clybourne Park                       |
| Beste Nebendarstellerin                  | Judith Light                                                          | Other Desert Cities          | Linda Emond für Tod eines Handlungsreisenden Spencer Kayden für Don't Dress for Dinner Celia Keenan-Bolger für Peter und die Sternenfänger Condola Rashād für Stick Fly as Cheryl |
| Beste Theaterregie                       | Mike Nichols                                                          | Tod eines Handlungsreisenden | Nicholas Hytner für One Man, Two Guvnors Pam MacKinnon für Clybourne Park Roger Rees und Alex Timbers für Peter und die Sternenfänger                                             |
| Bestes Bühnenbild                        | Donyale Werle                                                         | Peter und die Sternenfänger  | John Lee Beatty für Other Desert Cities Daniel Ostling für Clybourne Park Mark Thompson für One Man, Two Guvnors                                                                  |
| Beste Kostüme                            | Paloma Young                                                          | Peter und die Sternenfänger  | William Ivey Long für Don't Dress for Dinner Paul Tazewell für Endstation Sehnsucht Mark Thompson für One Man, Two Guvnors                                                        |
| Bestes Lichtdesign                       | Jeff Croiter                                                          | Peter und die Sternenfänger  | Peter Kaczorowski für The Road to Mecca Brian MacDevitt für Tod eines Handlungsreisenden Kenneth Posner für Other Desert Cities                                                   |
| Bestes Sounddesign                       | Darron L. West                                                        | Peter und die Sternenfänger  | Paul Arditti für One Man, Two Guvnors Scott Lehrer für Tod eines Handlungsreisenden Gareth Owen für End of the Rainbow                                                            |
| Tony Honors for Excellence in Theatre    | Freddie Gershon, Artie Siccardi und TDF Open Doors Program            |                              | |
| Isabelle Stevenson Award                 | Bernadette Peters                                                     |                              | |
| Regional Theatre Tony Award              | Shakespeare Theatre Company                                           |                              | |
| Special Tony Award                       | Hugh Jackman Actor's Equity Association Emanuel Azenberg (Lebenswerk) |                              | |

### Musicals
| Meiste Tonys (Musical)         | Once (8 Tonys)          |
| Meiste Nominierungen (Musical) | Once (11 Nominierungen) |

| Kategorie                                             | Preisträger                            | Musical                     | Nominierungen |
| Bestes Musical                                        |                                        | Once                        | Leap of Faith Newsies Nice Work If You Can Get It |
| Bestes Musicallibretto                                | Enda Walsh                             | Once                        | Douglas Carter Beane für Lysistrata Jones Joe DiPietro für Nice Work If You Can Get It Harvey Fierstein für Newsies                                                                   |
| Beste Originalmusik eines Musicals oder Theaterstücks | Musik: Alan Menken, Text: Jack Feldman | Newsies                     | Musik: Frank Wildhorn, Text: Don Black für Bonnie und Clyde Musik & Text: Grant Olding für One Man, Two Guvnors Musik: Wayne Barker, Text: Rick Elice für Peter und die Sternenfänger |
| Beste Wiederaufnahme eines Musicals                   |                                        | Porgy and Bess              | Evita Follies Jesus Christ Superstar |
| Bester Hauptdarsteller                                | Steve Kazee                            | Once                        | Danny Burstein für Follies Jeremy Jordan für Newsies Norm Lewis für Porgy and Bess Ron Raines für Follies                                                                             |
| Beste Hauptdarstellerin                               | Audra McDonald                         | Porgy and Bess              | Jan Maxwell für Follies Cristin Milioti für Once Kelli O’Hara für Nice Work If You Can Get It Laura Osnes für Bonnie und Clyde                                                        |
| Bester Nebendarsteller                                | Michael McGrath                        | Nice Work If You Can Get It | Philip Boykin für Porgy and Bess Michael Cerveris für Evita David Alan Grier für Porgy and Bess Josh Young für Jesus Christ Superstar                                                 |
| Beste Nebendarstellerin                               | Judy Kaye                              | Nice Work If You Can Get It | Elizabeth A. Davis für Once Jayne Houdyshell für Follies Jessie Mueller für On a Clear Day You Can See Forever Da'Vine Joy Randolph für Ghost the Musical                             |
| Beste Musicalregie                                    | John Tiffany                           | Once                        | Acme Sound Partners für Porgy and Bess Kai Harada für Follies Brian Ronan für Nice Work If You Can Get It                                                                             |
| Beste Choreographie                                   | Christopher Gattelli                   | Newsies                     | Rob Ashford für Evita Steven Haggett für Once Kathleen Marshall für Nice Work If You Can Get It                                                                                       |
| Beste Orchestrierung                                  | Martin Lowe                            | Once                        | William David Brohn und Christopher Jahnke für Porgy and Bess Bill Elliott für Nice Work If You Can Get It Danny Troob für Newsies                                                    |
| Bestes Bühnenbild                                     | Bob Crowley                            | Once                        | Rob Howell und Jon Driscoll für Ghost the Musical Tobin Ost und Sven Ortel für Newsies George Tsypin für Spider-Man: Turn Off the Dark                                                |
| Beste Kostüme                                         | Gregg Barnes                           | Follies                     | ESosa für Porgy and Bess Eiko Ishioka für Spider-Man: Turn Off the Dark Martin Pakledinaz für Nice Work If You Can Get It                                                             |
| Bestes Lichtdesign                                    | Natasha Katz                           | Once                        | Christopher Akerlind für Porgy and Bess Natasha Katz für Follies Hugh Vanstone für Ghost the Musical                                                                                  |
| Bestes Sounddesign                                    | Clive Goodwin                          | Once                        | Acme Sound Partners für Porgy and Bess Kai Harada für Follies Brian Ronan für Nice Work If You Can Get It                                                                             |